# Carl Dubbenhjelm
Carl Dubbenhjelm, tidigare Dubbe, född 23 november 1702, död 14 oktober 1770 i Östhammars församling, var en svensk häradshövding, riksdagsledamot och politiker.

## Biografi
Carl Dubbenhjelm föddes 1702 och var son till landssekreteraren i Västerbottens län Olof Dubb (död 1724) och Anna Kristina Klerck. Han blev kanslist i Västerbottens landskansli 1718 och notarie vid Umeå rådhusrätt 1722. Dubbenhjelm blev 1735 häradshövding i Lyhundra, Frötuna, Länna, Närdinghundra, Sjuhundra, Frösåker, Häverö, Väddö, Bro och Vätö häraders/Skeppslags domsaga i Roslagen och fick 1752 lagmans namn, heder och värdighet. 1753 blev han assessor i Svea hovrätt och 1758 hovrättsråd. Han adlades 1756 till Dubbenhjelm, men introducerades inte. Dubbenhjelm avled 1770 i Östhammars församling.
Dubbenhjelm var riksdagsledamot för borgarståndet i Umeå vid riksdagen 1726–1727 och i Torneå vid riksdagen 1731.